# Kościół Wniebowzięcia Najświętszej Maryi Panny w Krakowie (Bielany)

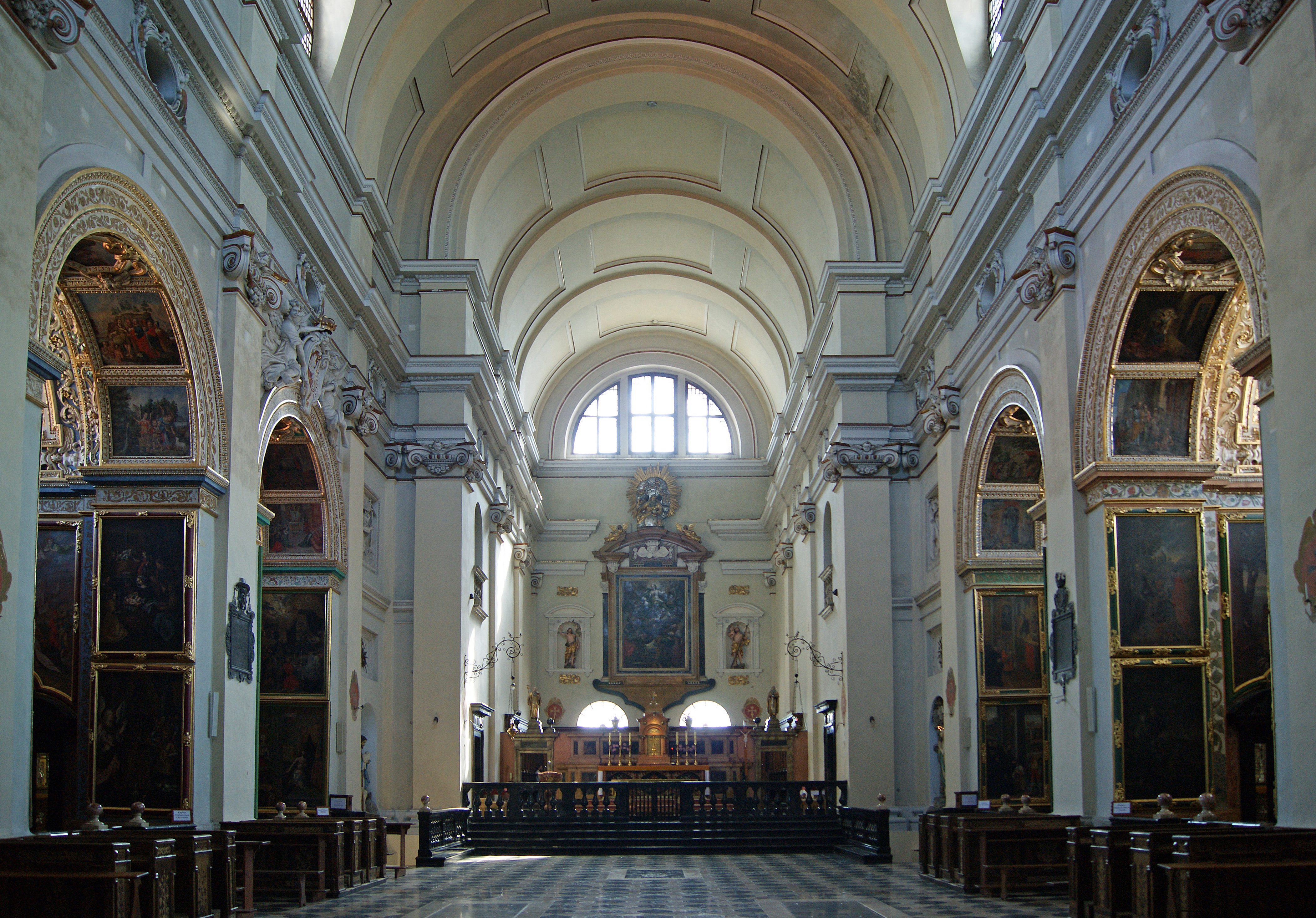
Wnętrze kościoła

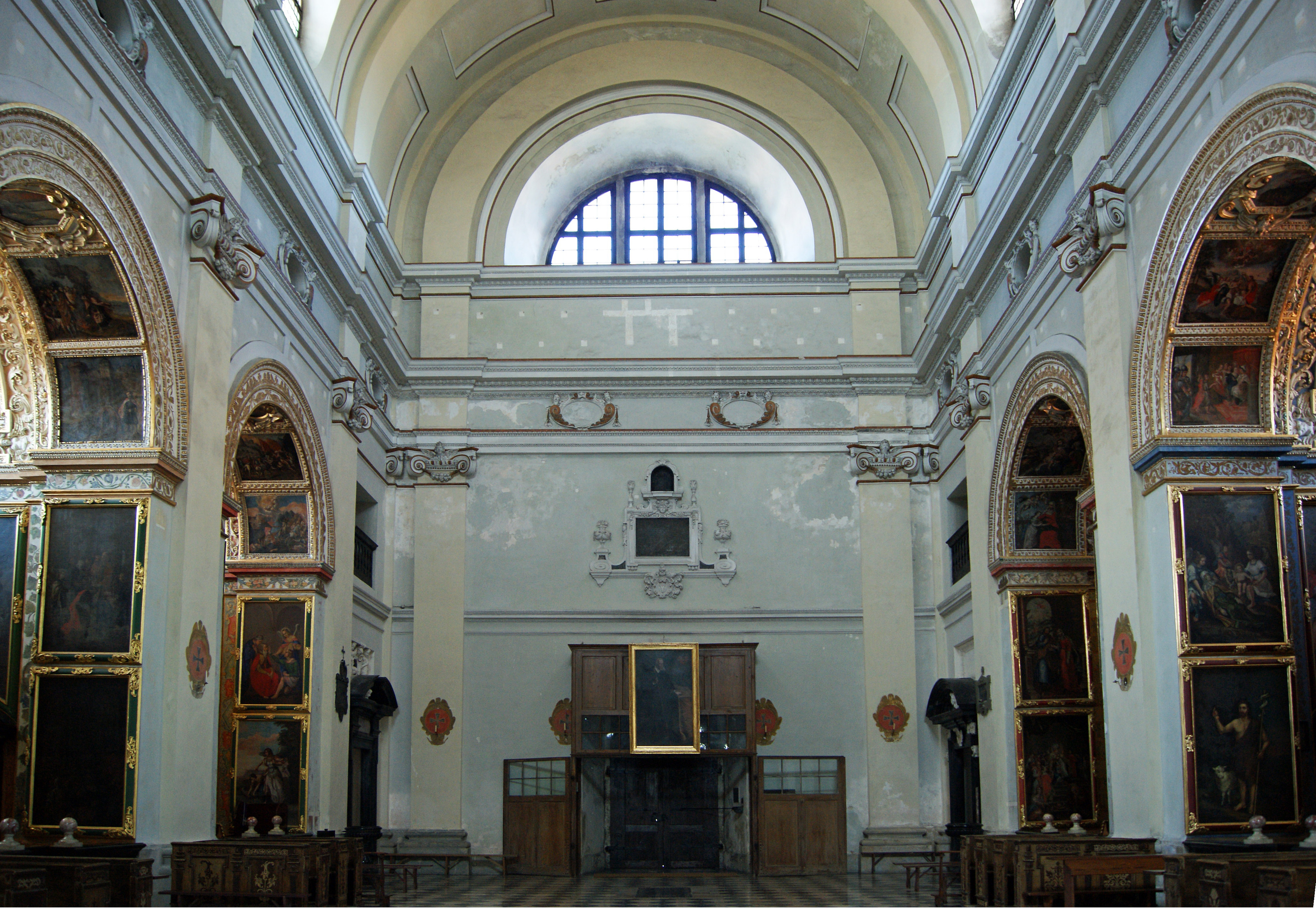
Wejście

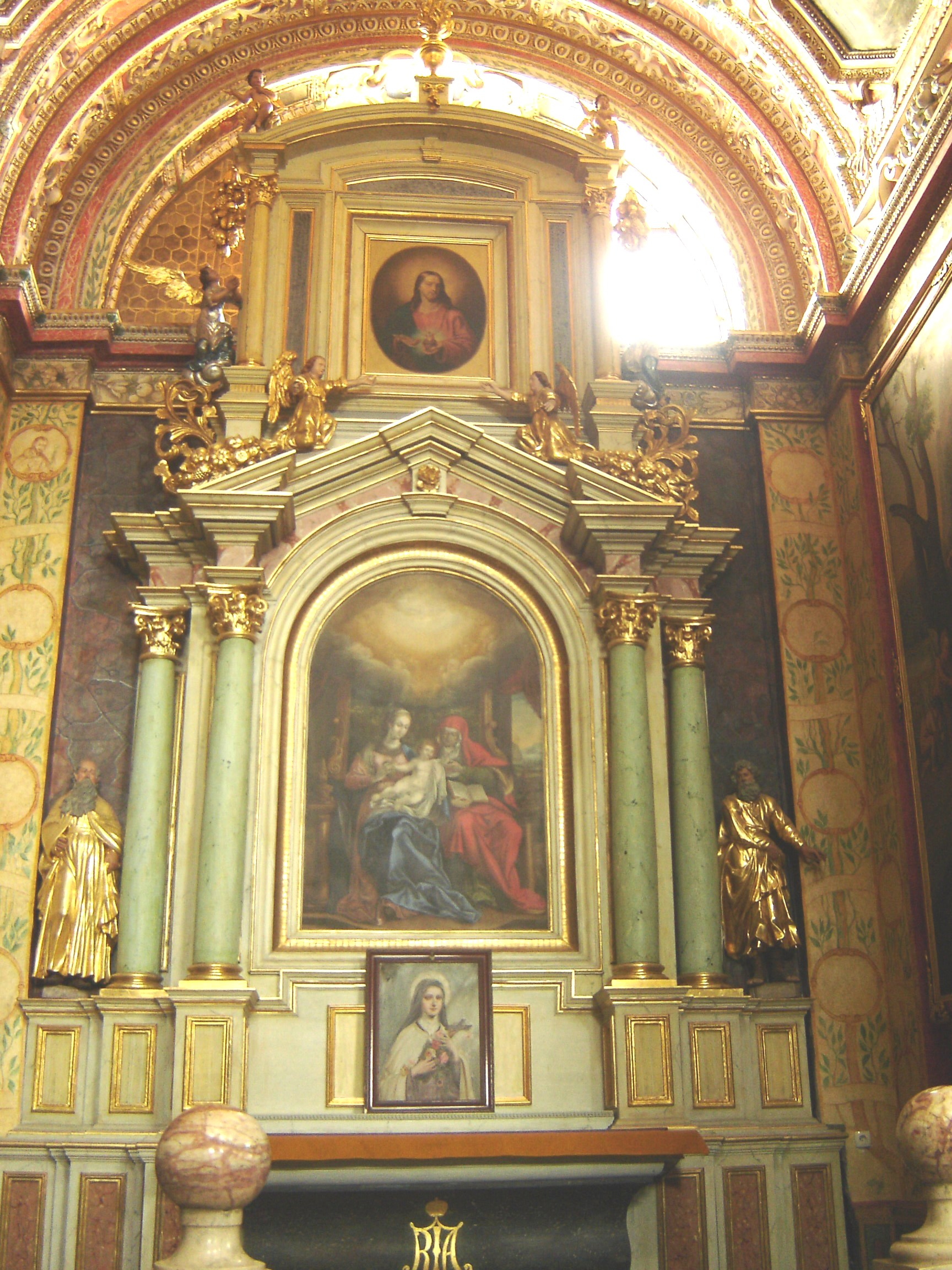
Ołtarz boczny w bazylice

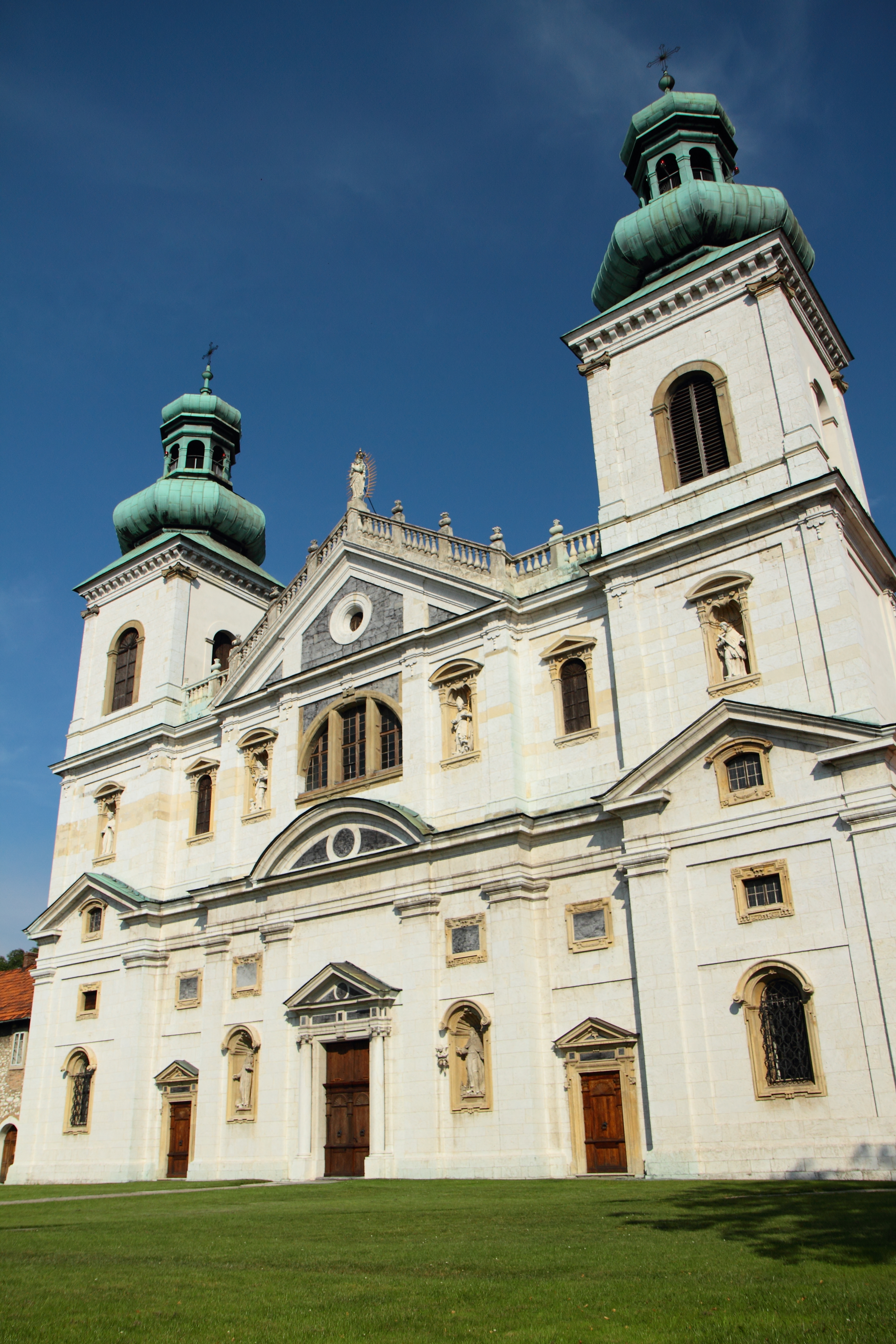
Fasada

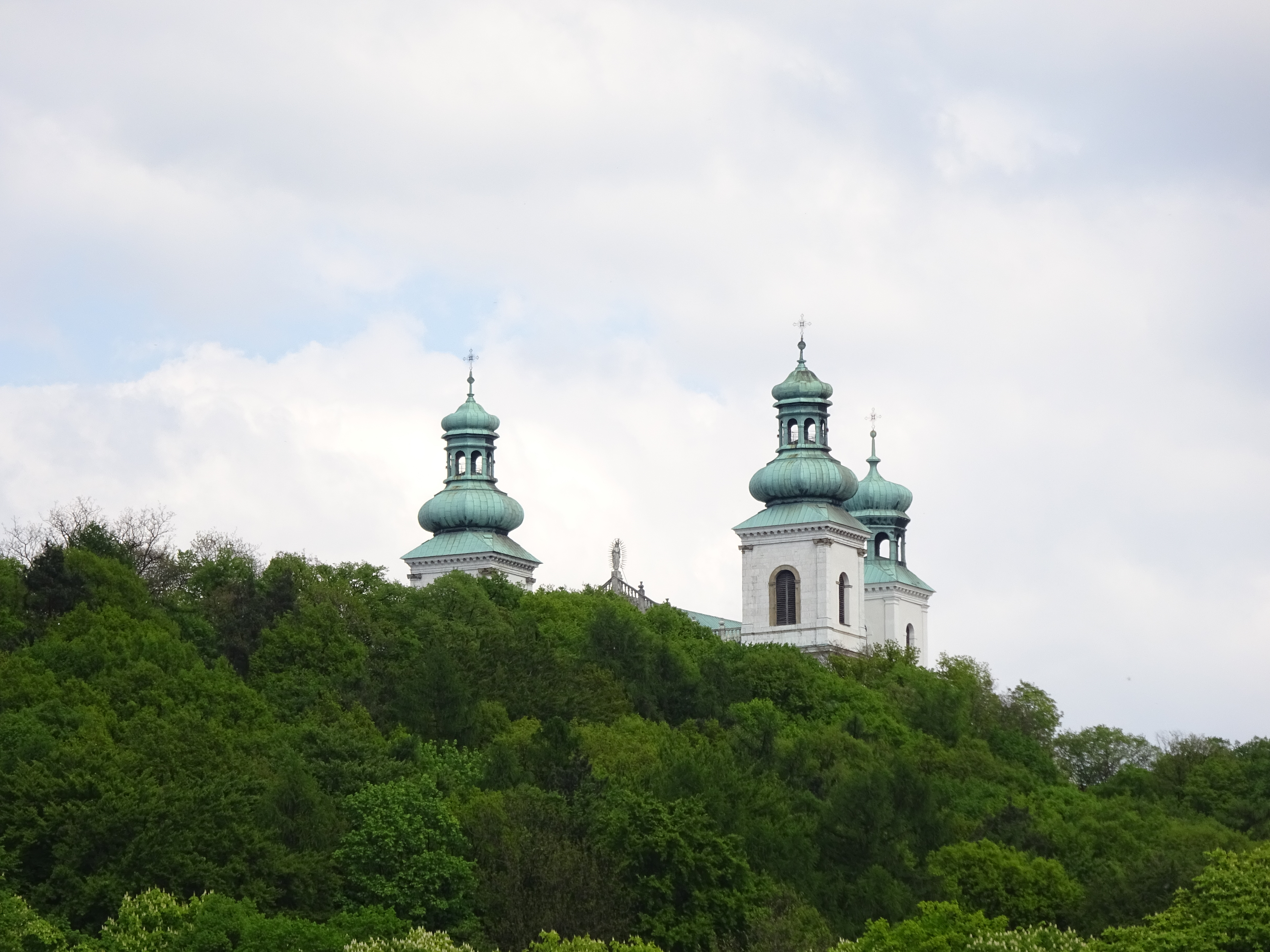
Kościół widziany od ul. Księcia Józefa

Kościół Wniebowzięcia Najświętszej Maryi Panny – zabytkowy kościół rzymskokatolicki wraz z eremem oo. kamedułów znajdujący się w Krakowie, w dzielnicy VII Zwierzyniec przy al. Konarowej 1, na Bielanach.
Znajduje się na Srebrnej Górze, jednym z najwyższych wzniesień Pasma Sowińca, w południowo-zachodniej części Lasu Wolskiego, nad doliną Wisły.
Zakonników w to miejsce sprowadził i osadził w 1603 marszałek wielki koronny Mikołaj z Podhajec Wolski. Kameduli są zakonem monastycznym pustelników żyjących według wyznaczonych przez siebie surowych zasad opartych na regule św. Benedykta.
Strój zakonny stanowi biały habit z kapturem, szkaplerzem i płóciennym pasem. Dzień w klasztorze zaczyna się o 3.30.
Mnisi mieszkają w domkach – pustelniach lub w pojedynczych celach klasztornych. Spotykają się jedynie podczas mszy świętej, modlitw i kilku posiłków w ciągu roku spożywanych wspólnie w refektarzu. Praca, modlitwa, lektura, kontemplacja, pokuta, post, samotność, zachowywanie milczenia, mają służyć pełnemu zjednoczeniu z Bogiem.
W podziemiach kościoła – podobnie jak u reformatów w Krakowie – znajdują się zmumifikowane szczątki zakonników.
Kameduli posiadają obecnie 9 klasztorów na całym świecie, w których przebywa około 80 mnichów, w tym niemal połowa to Polacy. Dom generalny Zakonu Eremitów Kamedułów Góry Koronnej znajduje się we Frascati koło Rzymu.

## Zwiedzanie
Reguła zakonna przewiduje, że wstęp do klasztoru mają wyłącznie mężczyźni, codziennie przez cały rok. Wpuszczani są co pół godziny w czasie otwarcia furty w godz. 10.00 – 11.00 oraz 15.30 – 16.30. Aby wejść do kościoła, wymagany jest odpowiedni strój. Nie są wpuszczane osoby w krótkich spodniach, getrach i z odkrytymi rękami i ramionami (zwłaszcza kobiety).
Kobiety mają wstęp do klasztoru w 12 dni w ciągu roku (informacja ze strony www.kameduli.info):
- 7 lutego (wspomnienie św. Romualda w dzień translacji relikwii)
- 25 marca (Zwiastowanie Pańskie)
- Niedziela Wielkanocna
- niedziela Zesłania Ducha Świętego (Zielone Świątki)
- poniedziałek po niedzieli Zesłania Ducha Świętego (Zielone Świątki)
- Boże Ciało
- 19 czerwca (pamiątka przejścia do nieba św. Romualda)
- niedziela po 19 czerwca
- 15 sierpnia (Wniebowzięcie Najświętszej Marii Panny)
- 8 września (Narodzenie Najświętszej Marii Panny)
- 8 grudnia (Niepokalane Poczęcie Najświętszej Marii Panny)
- 25 grudnia (Boże Narodzenie), z wyjątkiem Pasterki

## Architektura
Kościół i erem kamedułów zbudowano w latach 1609–1630. Prace budowlane rozpoczęto w 1604. Przez pierwsze siedem lat pracami kierował Walenty von Säbisch, ale po katastrofie budowlanej i zawaleniu się części kościoła, kierownictwo budowy przejął architekt włoski Andrea Spezza. Do roku 1630 udało się ukończyć budowę świątyni według jego planów.
Klasztor został wybudowany na wzór podobnych budowli włoskich, z zachowaniem szczególnej symetrii przestrzennej. Budynek jest orientowany. Charakteryzuje go jednak nietypowe usytuowanie trzeciej wieży. Do budowy Mikołaj Wolski zaprosił najlepszych współczesnych mistrzów. Bogate sztukaterie wewnątrz kościoła pochodzą z warsztatu Jana Baptisty Falconiego. W kaplicy Królewskiej znajdują się obrazy Tommaso Dolabelli – nadwornego malarza dynastii Wazów. Na centralnym miejscu prezbiterium, po pożarze umieszczono obraz Michała Stachowicza, przedstawiający Wniebowzięcie NMP. Wyjątkowym dziełem jest wizerunek Matki Boskiej – Kamedulskiej Pani, namalowany w XVII w. przez kamedułę O. Wenatego z Subiaco.
W podziemiach prezbiterium znajdują się kaplica oraz krypta, w której murach na 100 lat zamurowywane są doczesne szczątki zmarłych zakonników, które potem po ekshumacji są przenoszone do zbiorowego grobowca. Od strony północnej do prezbiterium przylega kapitularz z licznymi malowidłami, a od strony południowej – zakrystia.
Z kościołem sąsiadują symetrycznie dwa dziedzińce: północny z 70-metrowej głębokości studnią, zabudowaniami klasztornymi, refektarzem i kuchnią oraz południowy z tzw. domem gościnnym i apartamentami Wolskiego, a w nich tzw. sala akustyczna.
Na wschód rozpościera się strefa świętego milczenia i samotności. W wielkim prostokątnym ogrodzie, podzielonym na maleńkie ogródki, stoją w kilku rzędach niewielkie domki – pustelnie, w których mieszkają milczący zakonnicy.
Na południe od furty znajduje się tzw. foresteria, w której zamieszkiwali w przeszłości wybitni goście.
Zespół klasztorny otoczony jest lasem, w którym są alejki i miejsca do kontemplacji. Cały teren jest ogrodzony około kilometrowym murem.
Na wieżach kościoła klasztoru Kamedułów, usytuowanego na wysokim wzgórzu, świecą się w godzinach wieczornych oraz w nocy czerwone światła niezbędne ze względu na bliskie sąsiedztwo lotniska w Balicach. Cały zespół jest również iluminowany w nocy.

## Historia
Kościół pw. Wniebowzięcia Matki Boskiej i erem kamedułów reguły św. Benedykta zbudowane zostały w 1609–1630. W 1642 kościół został konsekrowany. Mikołaj Wolski, przebywając we Włoszech jako poseł króla Zygmunta III do papieża Klemensa VIII, bardzo upodobał sobie zakon kamedułów, którzy zobowiązali się przesłać do Polski kilku zakonników pod warunkiem, że wystawi im klasztor i zapewni odpowiednie fundusze na ich utrzymanie.
Nazwa kameduli pochodzi od Camaldoli, nieopodal Arezzo w Toskanii, w której w 1012 powstał pierwszy klasztor zakonników reguły św. Benedykta – kamedułów. W 1072 podzielili się oni na konwentualnych (cenobitów) i obserwantów (eremitów).
Kameduli po przybyciu do Krakowa wybrali górę bielańską, która należała wówczas do kasztelana wojnickiego Sebastiana Lubomirskiego, a ten nie chciał góry odsprzedać. Wolski zaprosił Lubomirskiego na ucztę, podczas której, wobec licznie zgromadzonych panów, zwierzył się publicznie ze swoich kłopotów, związanych z budową eremu. Lubomirski rad nie rad podpisał podsunięty mu dokument o darowaniu góry i wsi kamedułom. Z kolei Wolski, wśród wielkich owacji, podarował w zamian Lubomirskiemu wielką ilość srebrnych naczyń. Stąd też pochodzi nazwa: Srebrna Góra. Nazwa Bielany wzięła początek od białych habitów mnichów. Mikołaj Wolski został pochowany przy wielkich drzwiach kościoła. W klasztorze zachował się portret Wolskiego, w czarnym stroju, przypisywany o. Wenantemu.
Aby zbudować kościół i erem na tak wysokiej górze, stawiono na skale sklepienie i dopiero nad czwartą kondygnacją sypano ziemię. Cała budowa miała kosztować 500 tys. zł, co było wtedy ogromną sumą.
Kościół i klasztor nieraz wizytowali królowie. W domu gościnnym stojącym na południe od furty mieszkali Marysieńka i Jan III Sobieski – przed wyruszeniem pod Wiedeń, Król Władysław IV oraz Jan Kazimierz, który patrzył na płonący Kraków – uchodząc przed Szwedami. A także Stanisław August Poniatowski. 19 sierpnia 2002 roku klasztor na Srebrnej Górze odwiedził Jan Paweł II. Powiedział wówczas:

Krakowianie, czy wiecie, dzięki komu Wasze miasto stoi bezpieczne i nienaruszone przez tyle stuleci? To Kameduli są waszym piorunochronem.